# W. 얼 브라운

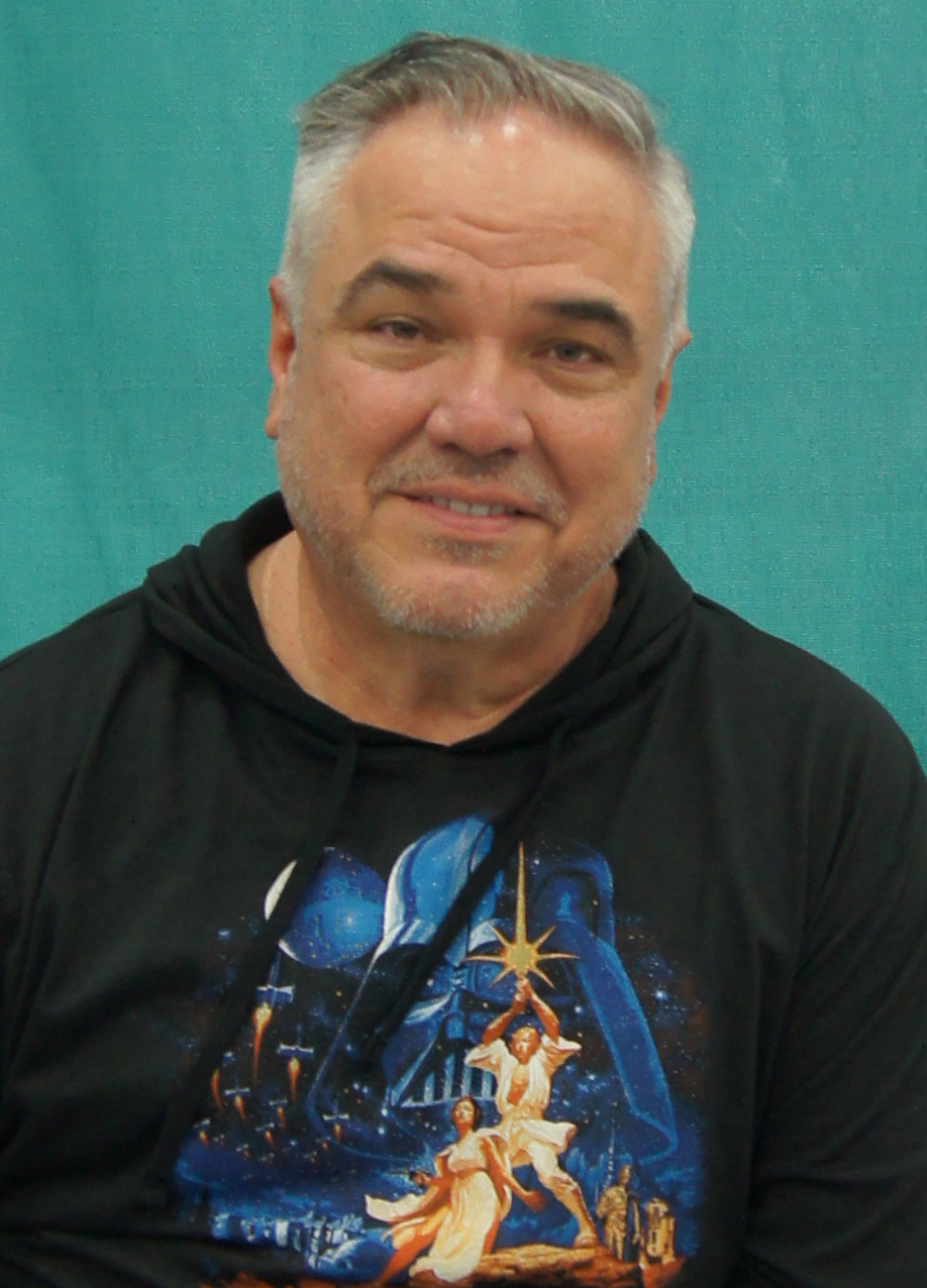
2019년 모습

W. 얼 브라운(W. Earl Brown, 1963년 9월 7일 ~ )은 미국의 배우, 텔레비전 제작자, 각본가이다.

## 출연 작품
- 스페이스맨 (2016년)
- 프리처 (2016년)
- 블랙매스 (2015년)
- 아메리칸 크라임 시즌1 (2014년)
- 애프터 더 폴 (2014년)
- 체이싱 고스트 (2014년)
- 와일드 (2014년) - 프랭크 역
- 드래프트 데이 (2014년) - 랄프 모리 역
- 마법의 제왕 (2013년) - 랜디 역
- 브라더스 키퍼 (2013년) - 터너 몬로이 역
- 블루-아이드 부쳐 (2012년)
- 싱글샷 (2012년) - 퍼피 역
- 마스터 (2012년)
- 세션: 이 남자가 사랑하는 법 (2012년) - 로드 역
- 머니 레이스 (2011년)
- 블러드워스 (2010년) - 브래디 블러드워스 역
- 키즈 인 아메리카 (2005년) - 보스 맥긴 역
- 빅 화이트 (2005년) - 짐보 역
- 데드우드 (2004년)
- 킬러 딜러 (2004년)
- 라스트 샷 (2004년)
- 알라모 (2004년)
- 던스모어 (2003년)
- 슈가 앤 스파이스 (2001년) - 행크 터미네이터 로저스 역
- 바닐라 스카이 (2001년)
- 투 헬 앤 백 (2000년)
- 블루 이구아나 (2000년)
- 엑소시즘 (2000년)
- 존 말코비치 되기 (1999년)
- 메리에겐 뭔가 특별한 것이 있다 (1998년) - 워렌 역
- 벨라 마피아 (1997년)
- 더 체로키 키드 (1996년)
- 스크림 (1996년) - 케니스 존스 역
- 위다웃 에비던스 (1995년) - 그레이스 역
- 브룩클린의 뱀파이어 (1995년)
- 데드 에어 (1994년)
- 릴리의 선택 (1994, Lily in Winter)
- 리썰 캅 (1993년)
- 여형사 프레스키 (1992년)
- 베이브 (1992년)
- 분노의 역류 (1991년)
- 프리처

### 텔레비전
- 트루 디텍티브 시즌2
- 아메리칸 크라임
- 시카고 파이어 시즌2
- 데드우드 시즌3
- CSI 라스베가스 시즌1 (2000년)